# Jonas Blue
Guy James Robin, známý pod pseudonymem Jonas Blue (* 2. srpen 1989, Essex, Spojené království), je anglický textař, DJ a hudební producent narozený ve Spojeném království. Žije v Londýně. Má svůj kanál na platformě YouTube i na Spotify. Mezi jeho nejpopulárnější písně patří „Perfect Strangers“, ve které spolupracoval s JP Cooperem, a „By Your Side“ nazpívaná se zpěvačkou Raye a „Fast Car“.

## Diskografie
- Blue (2018)

Japonské vydání
- Est. 1989 (2020)
- Together (2024)